# Siarhiej Wieramko
Siarhiej Mikałajewicz Wieramko, biał. Сяргей Мікалаевіч Верамко, ros. Сергей Николаевич Веромко, Siergiej Nikołajewicz Wieriemko (ur. 16 października 1982 w Mińsku) – białoruski piłkarz, grający na pozycji bramkarza, reprezentant Białorusi.

## Kariera piłkarska

### Kariera klubowa
Wychowanek klubów Źmiena Mińsk i RSzWSM-Alimpija Mińsk. Pierwszy trener Uładzimir Zarucki. W 2002 rozpoczął karierę piłkarską w drugiej drużynie Dynama Mińsk. Potem występował w zespołach takich jak: Dynama-Juni Mińsk, Arsenał Charków, Helios Charków, FK Charków oraz Nioman Grodno. Od 2008 bronił barw mistrza kraju BATE Borysów. Na początku stycznia 2011 przeszedł do ukraińskiego PFK Sewastopol. 22 lipca 2011 podpisał 3-letni kontrakt z rosyjskimi Kryljami Sowietow Samara. W sezonie 2014/2015 był wypożyczony do FK Ufa. Latem 2015 przeszedł do APO Lewadiakos, a w 2016 wrócił do BATE.

### Kariera reprezentacyjna
Od 2008 jest reprezentantem Białorusi, w której rozegrał 11 meczów.

## Sukcesy i odznaczenia

### Sukcesy klubowe
- mistrz Ukraińskiej Pierwszej Lihi: 2005
- mistrz Białorusi: 2008, 2009
- zdobywca Superpucharu Białorusi: 2010

### Sukcesy indywidualne
- najlepszy bramkarz Białorusi: 2007, 2008, 2009
- wybrany do listy 22 najlepszych piłkarzy roku na Białorusi: 2007, 2008, 2009

### Odznaczenia
- tytuł Mistrza Sportu